# Caratê nos Jogos Sul-Asiáticos de 2006
As competições de caratê nos Jogos Sul-Asiáticos de 2006 ocorreram entre 23 e 28 de agosto. Catorze categorias foram disputadas.

## Calendário
| Agosto | 14 | 16 | 17 | 18 | 19 | 20 | 21 | 22 | 23 | 24 | 25 | 26 | 27 | 28 | Finais |
| ------ | -- | -- | -- | -- | -- | -- | -- | -- | -- | -- | -- | -- | -- | -- | ------ |
| Caratê |    |    |    |    |    |    |    |    | 4  | 2  | 2  | 3  |    | 3  | 14     |

## Quadro de medalhas
| Ordem | País        | Medalha de ouro | Medalha de prata | Medalha de bronze |    |
| ----- | ----------- | --------------- | ---------------- | ----------------- | -- |
| 1     | Paquistão   | 5               | 2                | 4                 | 11 |
| 2     | Sri Lanka   | 4               | 6                | 3                 | 13 |
| 3     | Nepal       | 2               | 3                | 5                 | 10 |
| 4     | Afeganistão | 2               | 1                | 2                 | 5  |
| 5     | Índia       | 1               | 1                | 8                 | 10 |
| 6     | Bangladesh  |                 | 1                | 6                 | 7  |
| TOTAL | TOTAL       | 14              | 14               | 28                | 56 |

## Medalhistas
| Evento                         | Ouro                                | Prata                                   | Bronze                                                            |
| Kata individual feminino       | NEP Nepal Sulochna Sijakhwa         | SRI Sri Lanka R P Sangeewani Lakmali    | IND Índia Ratan Gharu BAN Bangladesh Jawuprue                     |
| Kata individual masculino      | PAK Paquistão Gulam Ali             | SRI Sri Lanka Kumara                    | AFG Afeganistão Nematullab Haidari IND Índia D Syngkon            |
| Kata por equipes feminino      | SRI Sri Lanka                       | NEP Nepal                               | IND Índia BAN Bangladesh                                          |
| Kata por equipes masculino     | PAK Paquistão                       | SRI Sri Lanka                           | NEP Nepal BAN Bangladesh                                          |
| Kumite até 48 kg feminino      | SRI Sri Lanka T Amali Iresha Perera | BAN Bangladesh Sharmin Parvin           | NEP Nepal Kirshna Kala PAK Paquistão Rahila Shaheen               |
| Kumite até 53 kg feminino      | IND Índia S R Gharu                 | NEP Nepal Amrita Shakya                 | SRI Sri Lanka P A Chandrika Senevirathna PAK Paquistão Hina Azeem |
| Kumite até 50 kg masculino     | SRI Sri Lanka Vimukthi Gunarathna   | PAK Paquistão Tariq Mehmood             | NEP Nepal Rabindra Dahal BAN Bangladesh Md Samim Osman            |
| Kumite até 55 kg masculino     | PAK Paquistão Saadi Abbas           | NEP Nepal Ram Limbu                     | SRI Sri Lanka U G Wijayananda IND Índia D Syangkon                |
| Kumite até 60 kg masculino     | AFG Afeganistão Rahmatullah Hassani | PAK Paquistão Shaukat Ali               | SRI Sri Lanka P M Pubudu Saminda BAN Bangladesh Md Zahurul Islam  |
| Kumite até 65 kg masculino     | NEP Nepal Kushal Shrestha           | SRI Sri Lanka R J Edward                | IND Índia H Yadav AFG Afeganistão Jawad Hussaini                  |
| Kumite até 70 kg masculino     | AFG Afeganistão Hussain Ali Razayee | SRI Sri Lanka T H D Anura Thissa Kumara | PAK Paquistão Abdul Raziq IND Índia S S Kotian                    |
| Kumite até 75 kg masculino     | SRI Sri Lanka W C S Silva           | AFG Afeganistão Mohammad Fedee          | IND Índia C Singh PAK Paquistão S Uz Zaman                        |
| Kumite até 80 kg masculino     | PAK Paquistão Agha Muhammad         | SRI Sri Lanka Mohomad Nifaz Jurampathy  | IND Índia K Sharma NEP Nepal Binod Shakya                         |
| Kumite mais de 80 kg masculino | PAK Paquistão Farman Ahmed          | IND Índia Anup Detha                    | BAN Bangladesh Moinul Hossain NEP Nepal Ramsaran Twati            |